# Quốc lộ 70
Quốc lộ 70 là một tuyến giao thông đường bộ cấp quốc gia nối các tỉnh vùng Tây Bắc Việt Nam là Phú Thọ, Yên Bái và Lào Cai với nhau. Tuyến đường dài 185 km chạy bên bờ tả ngạn sông Hồng từ ngã ba thị trấn Đoan Hùng, tỉnh Phú Thọ đến ngã ba Bản Phiệt (ngã ba nối với quốc lộ 4D), tỉnh Lào Cai. Đoạn qua địa bàn Lào Cai (cụ thể là các huyện Bảo Yên, Bảo Thắng và thành phố Lào Cai) dài 79 km, qua địa bàn Yên Bái (Lục Yên, Yên Bình).